# Bonneval-sur-Arc
Bonneval-sur-Arc è un comune francese di 255 abitanti situato nel dipartimento della Savoia della regione dell'Alvernia-Rodano-Alpi.

## Geografia fisica
Si trova nella Moriana, nell'alta valle del fiume Arc. Bonneval è l'ultimo comune della valle ai piedi del Colle dell'Iseran e delle Alpi Graie. È situato a 42 km a nord-est di Modane.

## Storia
Nel 1532 il vescovo di Moriana elevò Bonneval a parrocchia.
Nel 1761 divenne un comune autonomo.
Il 4 dicembre 1899 il comune assunse la denominazione attuale.

### Simboli
Lo stemma comunale si blasona:

## Monumenti e luoghi d'interesse
- Chiesa di Nostra Signora dell'Assunzione

## Cultura
Classificato tra i più bei paesi di Francia, l'autenticità dei luoghi è un esempio di quella che fu e di quella che è la vita nelle Alpi: l'architettura tradizionale, l'urbanizzazione e la disposizione del comune sono un testimone raro della vita di un tempo ancora preservato da tutte le influenze contemporanee.

## Società

### Evoluzione demografica
Abitanti censiti

## Monumenti e luoghi d'interesse
- Il vecchio villaggio
- Il villaggio di L'Ecot
- La formaggeria ed il museo
- La chiesa